# Jocelyn Hunt
Pour les articles homonymes, voir Hunt.
Jocelyn Hunt est une gymnaste britannique, née le 15 novembre 1994.

## Biographie
Elle met un terme à sa carrière en mars 2013.

## Palmarès

### Championnats d'Europe
- Championnats d'Europe de 2010
  -  médaille d'argent au concours général par équipes.

### Jeux du Commonwealth
- New Delhi 2010
  -  médaille d'argent au concours général par équipes.